# Episodi di Piccoli brividi (terza stagione)
La terza stagione della serie televisiva Piccoli brividi è composta da 22 episodi ed è stata trasmessa in Canada dal 1997 al 1998 su YTV. In Italia invece è andata in onda nel 1998 su Italia 1. Molti di questi episodi sono tratti dai racconti brevi presi da alcuni speciali libri inediti in Italia, altri invece dai normali romanzi della serie.
| nº | Titolo originale                                | Titolo italiano                                            | Romanzo                        | Prima TV Canada   | Prima TV Italia |
| -- | ----------------------------------------------- | ---------------------------------------------------------- | ------------------------------ | ----------------- | --------------- |
| 1  | A Shocker on Shock Street                       | Gli orrori di Shock Street                                 | Gli orrori di Shock Street     | 6 settembre 1997  |                 |
| 2  | My Best Friend Is Invisible                     | Un amico invisibile                                        | Un amico invisibile            | 8 settembre 1997  |                 |
| 3  | The House of No Return                          | La casa del non ritorno                                    | The House of No Return         | 13 settembre 1997 |                 |
| 4  | Don't Go to Sleep                               | Sogno o realtà                                             | Incubo al risveglio            | 20 settembre 1997 |                 |
| 5  | Click                                           | Il telecomando                                             | Click                          | 27 settembre 1997 |                 |
| 6  | An Old Story                                    | Una vecchia storia                                         | An Old Story                   | 4 ottobre 1997    |                 |
| 7  | The Barking Ghost                               | I cani fantasma                                            | I cani fantasma                | 11 ottobre 1997   |                 |
| 8  | One Day at Horrorland: Part 1                   | Una giornata particolare (prima parte)                     | Una giornata particolare       | 25 ottobre 1997   |                 |
| 9  | One Day at Horrorland: Part 2                   | Una giornata particolare (seconda parte)                   | Una giornata particolare       | 1º novembre 1997  |                 |
| 10 | The Haunted House Game                          | La casa stregata                                           | La casa degli spiriti          | 8 novembre 1997   |                 |
| 11 | The Perfect School: Part 1                      | La scuola perfetta (prima parte)                           | Il collegio perfetto           | 15 novembre 1997  |                 |
| 12 | The Perfect School: Part 2                      | La scuola perfetta (seconda parte)                         | Il collegio perfetto           | 15 novembre 1997  |                 |
| 13 | Werewolf Skin: Part 1                           | La casa dei lupi mannari (prima parte)                     | La casa dei lupi mannari       | 22 novembre 1997  |                 |
| 14 | Werewolf Skin: Part 2                           | La casa dei lupi mannari (seconda parte)                   | La casa dei lupi mannari       | 22 novembre 1997  |                 |
| 15 | Awesome Ants                                    | Formiche formidabili                                       | Awesome Ants                   | 7 febbraio 1998   |                 |
| 16 | Bride of the Living Dummy                       | Il pupazzo parlante nº 4                                   | Il pupazzo parlante n.4        | 14 febbraio 1998  |                 |
| 17 | Strained Peas                                   | La nuova sorellina                                         | Strained Peas                  | 21 febbraio 1998  |                 |
| 18 | Say Cheese and Die... Again                     | Foto dal futuro n. 2                                       | Foto dal futuro n.2            | 28 febbraio 1998  |                 |
| 19 | Chillogy: Part 1: Squeal of Fortune             | Karlsville (prima parte) - Sete di denaro                  | Tagline della serie di romanzi | 25 aprile 1998    |                 |
| 20 | Chillogy: Part 2: Strike Three... You're Doomed | Karlsville (seconda parte) - Terrore sui campi da baseball | Tagline della serie di romanzi | 2 maggio 1998     |                 |
| 21 | Chillogy: Part 3: Escape from Karlsville        | Karlsville (terza parte) - Fuga da Karlsville              | Tagline della serie di romanzi | 9 maggio 1998     |                 |
| 22 | Teacher's Pet                                   | Il capanno nel bosco                                       | Teacher's Pet                  | 16 maggio 1998    |                 |

## Il Telecomando
- Titolo originale: Click
- Tratto da: Still More Tales to Give You Goosebumps (inedito in Italia)

Il dodicenne Seth Gold riceve un giorno, per posta, un telecomando universale, capace di accendere qualsiasi dispositivo. Mentre guarda la tv, vede una strana interferenza che rappresenta Tony Walton, il presidente della Armchair Electronics, la ditta che ha prodotto il telecomando, che si raccomanda che l'utente finale (in questo caso Seth) legga attentamente le istruzioni. Seth non se ne cura e continua a guardare la tv. In quella arriva sua sorella Jamie che inizia a esercitarsi ballando il tip-tap. Per tutta risposta, Seth alza il volume per godersi la sua trasmissione tv. A un certo punto, Seth preme un tasto e vede che sia sua sorella, sia il loro cane si sono fermati improvvisamente come se fossero congelati. Appare nuovamente Tony Walton che avvisa che quel telecomando non è un giocattolo. Premendo un tasto, Jamie e il cane tornano a muoversi. Così Seth capisce che il telecomando può controllare anche la realtà. Seth si sente onnipotente, ma riceve messaggi tramite tutti i canali di comunicazione da Walton, che lo avverte che il telecomando dev'essere usato con parsimonia, altrimenti le conseguenze potrebbero essere fatali. Seth ignora però tutti questi messaggi e continua a sentirsi un dio fino a quando un giorno, litigando con la sorella, il telecomando cade a terra. Accorsi i genitori, Seth li congela col telecomando ma non riesce a rimetterli in movimento: il telecomando si è rotto e il solo modo per far tornare normale la famiglia di Seth è aggiustarlo. Si reca così alla sede della Armchair Electronics per scoprire che è un edificio abbandonato da anni. Tornato a casa, Seth decide di aggiustarlo ma riceve una telefonata da Walton dicendo che manometterlo può esere fatale. Tuttavia, Seth riesce ad aggiustarlo e far tornare normale la sua famiglia. Il suo migliore amico gli consiglia di buttarlo. Seth esegue ma, troppo preso dal suo delirio di onnipotenza, lo riprende. Il giorno dopo a scuola Seth usa il telecomando sul suo migliore amico, scaraventandolo a terra. Riceve un'altra telefonata da Walton, che gli intima che è l'ultima chance che gli concede. Avendo sprecato anche questa opportunità, Seth si ritrova in uno spazio buio. Prova a tornare nel suo mondo, ma la batteria è scarica. Appare così Tony Walton che spera che l'utente finale abbia apprezzato il telecomando. Seth capisce che quello spazio buio sarà la sua prigione eterna.
Curiosità: Seth è interpretato da Dan Warry-Smith, che già era stato visto nel ruolo di Skipper Matthews nell'episodio L'Attacco del Mutante, mentre sua sorella Jamie è interpretata da Tabitha Lupien, ovvero la Julie Ubriacco del film Senti chi parla adesso!

## Una vecchia storia
- Titolo originale: An old story
- Tratto da: Still More Tales to Give You Goosebumps (inedito in Italia)

Tom e John ricevono un giorno la visita di loro zia Dahlia, visto che i loro genitori sono partiti per le vacanze. La donna offre loro dei deliziosi biscotti alle prugne fatti in casa e, dopo averli mangiati, i ragazzi notano nel corso dei giorni qualcosa di strano: stanno infatti invecchiando repentinamente. Come se non bastasse, la zia Dahlia ha invitato a casa due donne anziane, Lillian e Mimì, per far conoscere loro i due "ragazzi". Infatti, Tom e John scoprono che Dahlia è una strega e che li ha tramutati in vecchietti per farli sposare alle sue amiche dietro un lauto compenso. Ormai completamente anziani, i due mangiano un omogeneizzato poiché non più in grado di mangiare cibi solidi e, incredibilmente, ritornano giovani. Quando Dahlia però cerca di fermarli, Tom le getta addosso una caraffa con del succo di prugne, facendola invecchiare fino a farla diventare polvere mentre le due anziane scappano via. Sembrerebbe essersi risolto tutto finché Tom non si accorge che suo fratello è ringiovanito fino a diventare un neonato.

### Personaggi
- Tom: uno dei due protagonisti, fratello di John. Nell'episodio televisivo è doppiata da Simone D'Andrea.
- John: uno dei due protagonisti, fratello di Tom. Nell'episodio televisivo è doppiato da Davide Garbolino.
- Dahlia: la zia di Tom e John, una strega che li trasforma in vecchietti.
- Mimì: una vecchia signora amica di Dahlia che vuole sposare John. Nell'episodio televisivo è doppiata da Grazia Migneco.
- Lillian: una vecchia signora amica di Dahlia che vuole sposare Tom.

## Formiche formidabili
- Titolo originale: Awesome Ants
- Tratto da: Still More Tales to Give You Goosebumps (inedito in Italia)

Un ragazzo di nome Dave è appassionato di formiche e, infatti, sta lavorando ad un progetto scolastico con a tema proprio questi insetti. Un giorno si rivolge alla ditta "Formiche formidabili" e ordina un terrario con all'interno una colonia di queste formiche, ricevendo però l'avvertimento di dare loro da mangiare solo le speciali pillole allegate al pacco. Il ragazzo, però, ignora questo avvertimento e dà alle formiche altri tipi di cibi. Gli insetti, però, crescono in maniera abnorme fino ad arrivare quasi a sottomettere il genere umano. Terrorizzato, Dave urla risvegliandosi nel suo letto e vedendo che è tutto normale...o forse no? La sua famiglia e tutti gli altri abitanti del suo quartiere stanno riunendo pale e secchi perché cadrà il "cibo" sotto forma di strane pillole blu. Si scopre così che è un mondo alternativo, in cui Dave e tutti gli altri sono relegati in un terrario gigante mentre gli insetti e le formiche sono la specie dominante.

## La scuola perfetta
- Titolo originale: The perfect school
- Tratto da: La casa degli spiriti e altri racconti (Even More Tales to Give You Goosebumps)

Brian O'Connor, dopo l'ennesimo dispetto al fratello minore Riley, viene iscritto dai genitori alla "Scuola perfetta", un istituto che garantisce di restituire alla società dei ragazzi modello. Brian fa amicizia con Joe Roberts e CJ Teller e nota subito qualcosa d'insolito: il direttore ha preteso che tutti gli studenti consegnino tutti gli oggetti personali e, come se non bastasse, i test attitudinali proposti presentano domande strettamente personali. Oltre a questo, la scuola è recintata da una rete elettrificata ed estremamente sorvegliata, tanto che lo stesso Brian non riesce a fuggire una notte, rischiando di venire scoperto poco dopo. La notte seguente, però, dopo aver scoperto dei campioni di tessuto nell'ufficio del direttore ed essere stato scoperto da questi mentre cercava di contattare la sua famiglia, Brian viene narcotizzato e portato in sala operatoria. Ed è a questo punto che Brian, dopo essere fuggito dalle guardie, finisce in una sala piena di macchinari dove vede delle strane masse informi simili ad embrioni umani e, successivamente, una copia di sé stesso. A quel punto, Brian realizza che la scuola perfetta clona i ragazzi per poter restituire alle famiglie i loro cloni e tenere invece prigionieri le matrici originali. Brian cerca aiuto ma CJ si rivela essere anch'egli un clone che gli ha mentito per tutto il tempo, come del resto anche Joe. Viene imprigionato ed è sostituito dal proprio clone. Ma una volta a casa, il clone pur comportandosi perfettamente, ad un certo punto fa uno scherzo a Riley, e al computer comincia un'operazione di hacking per salvare i ragazzi prigionieri nella scuola: era in realtà il vero Brian.

### Personaggi
- Brian O'Connor: il protagonista della storia. Nell'episodio televisivo è doppiato da Simone D'Andrea.
- CJ Teller: un ragazzo scaltro e spavaldo amico di Brian. Nell'episodio televisivo è doppiato da Patrizia Scianca. Nell'episodio televisivo fa Teller di cognome, mentre nella trasposizione letteraria il suo cognome è taciuto.
- Joseph "Joe" Roberts: un ragazzo studioso e pacioso amico di Brian. Nella trasposizione letteraria della storia è assente. Nell'episodio televisivo è doppiato da Monica Bonetto.
- Il direttore: il serio e misterioso direttore della Scuola Perfetta. Nell'episodio televisivo è doppiato da Mario Scarabelli.
- Howard O'Connor: il padre di Brian. Nell'episodio televisivo è doppiato da Marco Balbi. Il suo nome lo si può leggere nei titoli di coda dell'episodio, ma non vi è conferma se sia il suo reale nome.
- Paula O'Connor: la madre di Brian. Nell'episodio televisivo è doppiata da Elda Olivieri. Il suo nome lo si può leggere nei titoli di coda dell'episodio, ma non vi è conferma se sia il suo reale nome.
- Riley O'Connor: il fratellino di Brian, vittima dei suoi dispetti. Nella trasposizione letteraria della storia è assente. Nell'episodio televisivo è doppiato da Cinzia Massironi.

## Karlsville (prima parte) - Sete di denaro
- Titolo originale: Chillogy: Part 1: Squeal Of Fortune
- Tratto da: Still More Tales to Give You Goosebumps (inedito in Italia)

Karlsville è un innocuo modellino di una città ideale stile anni '50 in miniatura. Il sindaco, proprietario e fondatore, è il sinistro Karl.
Jessica Walters è una ragazzina di tredici anni con uno spiccato senso degli affari ed un amore innato per i soldi e per qualsiasi cosa riguardi la finanza. Per lei, ogni occasione è buona per fare soldi e guadagnarci sopra. Un giorno, viene mandata dalla madre a pulire la soffitta e trova la cittadina in miniatura, pensando subito a venderla essendo "una città da collezione". Toccando la città, Jessica ci viene risucchiata dentro. Qui conosce Karl, che la tenta con promesse di ricchezza e le fa vendere, per cominciare, della limonata di sua produzione che, a suo dire, genera una forte dipendenza. Jessica ne approfitta per vendere la limonata agli assetati abitanti di Karlsville, lasciandosi accecare dall'ingordigia e l'avarizia per poi fingere che la limonata sia finita, e che l'ultimo bicchiere arriverà al miglior offerente (nonostante Karl si fosse raccomandato di non aumentare i prezzi). Tuttavia, gli abitanti scoprono l'inganno e Jessica viene trasformata in un maiale antropomorfo. Braccata dagli abitanti, viene presa e quasi fatta a pezzi se non fosse che il fratello risponde alla sua chiamata e Jessica torna nel mondo reale con le sue normali fattezze.
Capita la pericolosità della città, Jessica preferisce sbarazzarsene.
Tuttavia, la città viene trovata da Matthew e Todd Erikson, due ragazzi vicini di casa di Jessica.
Per Karl è il momento di fare una nuova vittima...

## Karlsville (seconda parte) - Terrore sui campi da baseball
- Titolo originale: Chillogy: Part 2: Strike Three...You're Doomed!
- Tratto da: Still More Tales to Give You Goosebumps (inedito in Italia)

La cittadina in miniatura di Karlsville è stata trovata da Matthew e Todd, due ragazzi con la passione del baseball. Matthew, però, nonostante ce la metta tutta, è considerato "l'eterna riserva" della sua squadra. Ma il regolamento prevede che tutti giochino, così Matthew viene messo come battitore, ma fa perdere la sua squadra. Deluso e amareggiato, dopo cena si chiude in camera sua quando a un certo punto sente delle urla provenire dal modellino di Karlsville. Toccando la cittadina, viene risucchiato dentro com'era capitato a Jessica ma si trova in un enorme campo da baseball. Qui conosce Karl in veste di allenatore della squadra locale, che gli dice che quella sera ci sarà la finale e lui è la sola speranza. Timoroso, Matt capisce che la sua unica opzione è giocare con Karl, che lo sottopone ad una serie di prove infernali tra le quali giocare contro una squadra di orribili mostri.
Tuttavia, Matthew riesce a concludere la partita arrivando in terza base e rimanendo quindi salvo, per poi tornare nel suo mondo.
Il giorno dopo, Jessica va da Matthew per delle figurine che lui le aveva venduto e rimane di sasso vedendo di nuovo il modellino di Karlsville. Raccontando l'esperienza agghiacciante che la ragazza aveva vissuto, Matt si convince che non è stato un sogno e decidono di distruggere il modellino.
Matthew va a prendere la cassetta degli attrezzi del padre per iniziare l'opera di demolizione, ma nel frattempo la cittadina ha fatto una nuova vittima: Todd, infatti, è stato risucchiato dentro Karlsville...

## Karlsville (terza parte) - Fuga da Karlsville
- Titolo originale: Chillogy: Part 3: Escape From Karlsville
- Tratto da: Still More Tales to Give You Goosebumps (inedito in Italia)

Todd Erikson è stato risucchiato dentro Karlsville e, una volta lì dentro, trova una parata in suo onore. Lo accoglie Karl, che gli comunica che ha vinto il primo premio di un gioco al quale partecipava da tempo. Una volta finiti gli onori, Karl dice che il primo premio è la cittadinanza onoraria di Karlsville, ovvero essere trasformato in un pupazzetto di plastica che finirà nel modellino. Nel mondo reale, Matt e Jessica si accorgono della scomparsa di Todd e preparano un piano per tornare a Karlsville, salvare il ragazzino e fuggire. Jessica e Todd riescono a tornare a Karlsville, trovano il nascondiglio di Karl e distruggono il suo Plasto-Cannone poco prima che faccia fuoco e trasformi Todd in una figurina di plastica. Immediatamente Karl e tutti gli abitanti inseguono i tre ragazzi per intrappolarli nel campo da baseball, ma l'intervento involontario della madre dei due ragazzi, che stava passando l'aspirapolvere, fa sì che i ragazzi ritornino nel mondo reale.
Nel trambusto, la cittadina cade e viene distrutta. I tre ragazzi prendono tutti i componenti di Karlsville e li gettano nel fuoco.
Ma Karl è riuscito a sopravvivere: infatti esce dal tubo dell'aspirapolvere ed esplode in una risata sguaiata.

## Il capanno nel bosco
- Titolo originale: Teacher's Pet
- Tratto da: Tales to Give You Goosebumps (inedito in Italia)

Due amici, Becca Thompson e Benjy Connor, partecipano ad una gita scolastica in uno strano bosco dove Becca vede un mostruoso coniglio con la faccia da rettile. Il professor Blankenship, un animalista che fa loro da guida, si comporta in modo strano e i due amici scoprono che egli è in realtà un folle che effettua esperimenti sugli incroci di animali in un capanno nel bosco, e che oltre a questo è anche capace di mutare forma e di diventare un serpente enorme. I due ragazzi riescono a fuggire da lui, trasformatosi in un serpente, colpendolo con amminoacidi di una mosca, e quando pensano di essersi liberate del folle egli si manifesta davanti a loro, sul pullman del ritorno, sotto forma di mosca (senza che i due se ne accorgano).